# لخ اورون
لِـخ اُوْرون (لهستانی: Lech Owron؛ ‏ ۶ ژوئیهٔ ۱۸۹۳ – ۹ ژوئن ۱۹۶۵) بازیگر اهل لهستان بود. وی کارش را در دههٔ ۱۹۲۰ میلادی و در دوران سینمای صامت شروع کرد.
از فیلم‌ها یا برنامه‌های تلویزیونی که وی در آن نقش داشته‌است، می‌توان به خون‌آشامان ورشو و عقاب کوچک اشاره کرد.